# Поросёнок (мультсериал)
«Поросёнок» — российский комедийный рисованный мультсериал 2014—2021 года. Продолжение мультфильма «Моя жизнь». Весь мультфильм озвучила Лариса Брохман.

## Сюжет
Маленький, но очень любопытный поросёнок живёт в деревне. У него есть Мама Свинья и Папа Хряк, а ещё братцы-поросята. Кроме них во дворе постоянно находятся пёс, кот, корова, коза, баран, петух и куры. Время от времени появляются гости: морская свинка, бульдог, дикая свинка, призрак дедушки и другие.

Каждый день поросёнок любуется восходом солнца и ищет ответ на очередной важный вопрос. Например: взойдёт ли солнце, если петух его не позовёт или если его позовёт кто-нибудь другой?

## Список эпизодов
| №  | Название               | Сюжет |
| -- | ---------------------- | --- |
| 1  | Няня                   | Каждая няня должна помнить: главное в воспитании подвижные игры на свежем воздухе. Чем больше игр знает няня, тем сильнее дети к ней тянутся. Конечно, веселее всего играть всем вместе, особенно если у игры есть цель. Коза — очень хорошая няня.                                                                         |
| 2  | Бойцовский клуб        | Поросёнок заметил, что у папы есть тайна и решил её узнать. Проследив за папой узнал, что папа ходит в место, где выясняют, кто сильнее и главнее. Сначала был поединок баранов, затем — котов, а потом общая драка, в которой победила мама, разогнавшая всех.                                                             |
| 3  | Картошка               | Поросёнок услышал, что люди сажают картошку в землю глазками вверх, и решил, что картошка живая и её надо спасать — откопать. Поросёнку рассказали, что картошку сажают, чтобы выросла молодая картошечка и он успокоился.                                                                                                  |
| 4  | Морская свинка         | Привезли морскую свинку и поросёнок решил, что ей нужна вода. Выясняется, что морская свинка не умеет плавать, её название ей совсем не подходит. |
| 5  | Призрак                | Призрак дедушки приходит как тень отца Гамлета и просит достать ему новые ноты. Поросёнок вынужден разговаривать шекспировским стихом. |
| 6  | Олимпиада              | В деревню привезли важного бульдога, у которого на шее висели золотые медали, и включили телевизор. Все узнали, что медали дают за победу в состязаниях и стали соревноваться. Но перестарались, а бульдога увезли. |
| 7  | НЛО                    | Поросёнок ночью не спал, смотрел на звёзды и мечтал, чтобы на Землю прилетели поросята с другой планеты и рассказали как там. В это время приземлилась летающая тарелка, в ней были инопланетяне, которые выглядели как зелёные поросята. Они стали принимать облик всех кого увидели и исследовать Землю, а потом улетели. |
| 8  | Дикая                  | Поросёнок встретил дикую свинку и привёл её в деревню, а потом ушёл за ней в лес. Оказалось что диким свиньям надо всё время бегать и искать еду, а ещё вдруг встреча с медведем! И поросёнок вернулся домой. |
| 9  | Похищение века         | Баран бесследно исчез из сарая. Поросёнок и дикая свинка подозревали, что его похитил медведь. Затем привлекли к поискам пса, который вывел на логово волков. Но и там не нашли и вернулись в деревню, где увидели уезжавший грузовик и остриженного барана.                                                                |
| 10 | Новый Год              | Поросёнок узнал, что свиньи тоже встречают Новый Год и, к ним приходит свой Дед Мороз, который представлен в виде свиньи, где то что есть у него есть элементы Деда Мороза, который любит кушать вкусное угощение и поёт вместе со всеми песню «В лесу родилась ёлочка».                                                    |
| 11 | Лошадь                 | Однажды во двор забредает лошадь. Красивая, худая, с гривой. Лошадь всем очень нравится, и мама поросенка решает, что хочет быть как она-красивой, худой, с гривой и с подковами. |
| 12 | Жара                   | Летом наступает сильная жара, и все животные спасаются, как могут. Поросенок тоже мучается со всеми… |
| 13 | Полезные ископаемые    | Однажды в деревне появились геологи и стали искать что-то странное. Случайно подслушав их разговор, Поросенок услышал про «полезные ископаемые». И начал копать… |
| 14 | Сумерки                | Однажды Поросенок оказался далеко от дома. Спустились сумерки, появились зловещие тени, и Поросенок побежал домой, в родной двор, туда, где светло и тепло, и ждут мама с папой. Только не сразу заметил, что двор какой-то другой…                                                                                         |
| 15 | Искусство              | Однажды Поросенок задумался, что будет, когда его уже не будет? И решил оставить свой след в искусстве. |
| 16 | Волки                  | Однажды Поросенок с дикой, играя, заходят далеко в лес, где встречают чужих злых волков. Население двора готовится к обороне, а Поросёнок делает вывод, что бояться — это нормально. Главное, при этом не прятаться и помогать остальным.                                                                                   |
| 17 | Сложный выбор          | Наступил март. Все ходят парами, даже баран с козой. А что же делать поросёнку? |
| 18 | Запретный плод         | Поросёнок увидел, что люди опять привезли что-то вкусное. На этот раз, апельсины. Но как же их достать? |
| 19 | Путешествие во времени | На улице плохая погода, дождь. Поросёнок решил, что он живёт в плохое время. А какое же время хорошее? |

## Персонажи
- Поросёнок — основной герой, от лица которого ведётся повествование. Самый младший из поросят и самый умный. Единственный в семье, способный разговаривать. Именно он принимает гостей. С ним дружат почти все во дворе. Имеет братьев и сестёр, а также родителей Свинью и Хряка и любимого дядю Петю.
- Мама Свинья — мама Поросёнка и его братьев и сестёр. Всегда помогает Поросёнку и очень его любит. Как и все мамы, очень добрая и по-настоящему заботливая. В отличие от своего сына, Свинка не умеет говорить.
- Отец Свин по прозвищу Хряк — отец Поросёнка и его братьев. Очень силён, очень любит подраться и продемонстрировать свою силу. Боксёр двора. Он только хрюкает. Лучший участник двора, получает уважение от всех жителей двора, его не любят только Кот и Пёс.
- Баран — старый друг Поросёнка и его семьи. Иногда просит Хряка продемонстрировать его силу. Охраняется Псом. Довольно силён, но фактически слабее, чем Хряк. Пёс считает его своим другом, хотя он так не думает. Сам гораздо умнее пса.
- Дядюшка Петя — петух, скорее всего, любимый дядя Поросёнка. Храбрый. У него есть жена курица. Ему довольно часто помогает Поросёнок. Хорошо ладит с семьей Поросёнка и часто даёт племяннику Поросёнку советы, пусть и не всегда правильные.
- Коза — новая няня Поросёнка и его братьев и сестёр. Не любит шумные игры, и застревает на дереве, когда сильно пугается. Довольно хорошая няня. Когда у Козы был выходной, Поросёнок и его братья захотели, чтобы она вернулась.
- Братья и сёстры Поросёнка — старшие братья и сёстры Поросёнка и вместе с тем, самые озорные в семье. Немного глупее, чем их младший брат Поросёнок, за которым им надо смотреть. Как и мама и Хряк не разговаривают и только хрюкают. Гораздо глупее своего младшего брата, часто попадают в шалости Кота.
- Кот — вредный и эгоистичный участник двора, обладает наблюдательным характером. Любит смеяться над другими, но при этом, сам часто попадает в неприятности. Часто шалит. Не любит Поросёнка и его семью (но иногда их любит) и боится Пса. У него есть любимая корова, кормящая его вкусным молоком. Любит помяукать на остальных и пить молоко.
- Пёс — очень сильный житель двора, живёт в будке. Не любит, когда Поросёнок и другие жители находятся на его территории и любит полаять. Он охранник Барана, считая его своим лучшим другом. Сильный, если не считать Хряка. Поросёнок называет его Дядя намордник.
- Волки — лесные животные, живущие в лесу, которые похищают Пса. Они враждуют также с другими животными двора, включая Поросёнка и остальных животных. Волки очень злые и любят пакостить.
- Куры — глупые и постоянно кричащие куры, которые постоянно впадают в панику. Очень громкие во дворе, даже громче, чем братья и сёстры Поросёнка, и их из-за этого не любит Поросёнок. Одна из них восхищается Петей и является его женой.
- Коровка Бурёнка — очень добрая корова. Обладает добрым и милым характером, немного наивная. Является самым близким любимчиком для Кота, и она ему как мама, кормящая его молоком. Она почти всегда встречается в приключениях Поросёнка.
- Морская свинка — далёкая гостья из Африки, является питомцем хозяина двора. Также является подругой Поросёнка. Она не умеет плавать, потому что она вообще не знает что такое вода. Уже привыкла к Поросёнку.
- Бульдог — старый друг Пса, является гостем во дворе. Он является хорошим боксёром и готов подраться, но по характеру добрый. Если кто-то приходит на его территорию он спокоен. Он любит олимпийские игры.
- Дедушка свин призрак — гость, который прилетел чтобы встречать со всеми Новый год. Он любит рассказывать различные истории из его жизни. Восхищается своим новым другом Поросёнком и мечтает, что он станет таким же как и он.
- Пришельцы — зелёные пришельцы, которые похожи на Поросёнка. Они — поросята прилетевшие с далекой галактики. Они прилетели из-за поломки их корабля. Но Поросёнок им помог.
- Дикая — дикая свинка с леса. Она добрая и верная подружка. Поэтому она даже стала подружкой для поросёнка. Отважная и смелая, ничего не боится и вернула Барана обратно во двор.
- Медведь — враг Кабана, позже враг не только Поросёнка, но и для всего двора. Живёт в лесу, в полном одиночестве. Большинство времени хочет съесть кого-то из жителей двора. Он однажды похитил Барана.
- Свинский Дед Мороз — свин Дед Мороз. Частый гость на Новый Год. Знаком всем свиньям, включая семьи Поросёнка. Часто приходит на Новый Год.

## Создатели
| Сценарист                    | Наталья Румянцева |
| Режиссёры                    | Наталья Березовая (1—7 серии), Максим Поляков (8—10 серии) |
| Художник-постановщик         | Максим Поляков |
| Художник по фонам            | Мария Якушина |
| Композитор                   | Тимур Ведерников Миа Каткова |
| Звукорежиссёр                | Алёна Николаева Васильчик Иванов |
| Роли озвучивали              | \| Актёр \| Роль \| \| ---------------- \| ------------------------ \| \| Лариса Брохман \| Поросёнок \| \| Сергей Капков \| Второстепенные персонажи \| \| Александр Плющев \| Второстепенные персонажи \| Миа Каткова — Поросёнок Васильчик Иванов — Морская свинка Джулия Зайковская — Мама Свинья Сергей Фейерверков — Няня поросёнка Софья Бондарчук-Филимонова — Дикая свинка |
| Аниматоры                    | Ольга Антоненкова (1, 3-9), Владислав Байрамгулов (1), А. Боброва (1), Е. Волкова (1), П. Генендер (1-10), Н. Скрябина (1-5, 7-8), Е. Чернявская (1), С. Добрый (2 и 3), Д. Палагин (2), Е. Филиппик (2 и 3), Н. Мубинов (4-8, 11-16), А. Волошин (9 и 10), О. Ли (9 и 10), М. Якушина (9 и 10), М. Поляков (11-16)                                                                 |
| Автор слов «Песни Поросёнка» | Дмитрий Воскресенский (4—10) Васильчик Иванов |
| Продюсеры                    | Игорь Гелашвили, Л. Бубненков |
| Актёр                        | Роль |
| Лариса Брохман               | Поросёнок |
| Сергей Капков                | Второстепенные персонажи |
| Александр Плющев             | Второстепенные персонажи |

## Награды
- 2014 — Приз зрительских симпатий — X Всемирный Фестиваль анимационных фильмов в Варне (Болгария)(Поросёнок-нянька).[1]
- 2014 — Большой Фестиваль Мультфильмов : детское жюри отметило Самый лучший фильм/эпизод сериала — Поросёнок: Нянька и Поросёнок: Картошка.[2]
- 2014 — XII Фестиваль анимационных искусств «Мультивидение» в Санкт-Петербурге — профессиональное жюри: Приз «За самый весёлый фильм» («Поросёнок: Няня»)[3]
- 2015 — 20 Открытый Российский фестиваль анимационного кино в Суздале — Диплом с формулировкой: «за остроту социального гротеска, выраженного анимационными средствами» Наталье Березовой за серию «Няня» из проекта «Поросёнок»[4]
- 2015 — VІ Международный фестиваль анимационного кино «Золотой кукер — София» в Болгарии: Приз за лучший эпизод телесериала получил «Поросёнок. Няня» (реж. Наталья Березовая).[5]
- 2018 — Икар (кинопремия): Лучший эпизод — «Новый год» (сериал «Поросёнок», режиссер Максим Поляков).